# Joan Tomàs i Parés

Joan Tomàs tocant l'orgue. Fons JTP

Joan Tomàs i Parés (Barcelona, 4 d'abril de 1896 - Barcelona, 7 de novembre de 1967) fou músic i folklorista, i sotsdirector de l'Orfeó Català. Autor d'una nombrosa producció coral i de notables harmonitzacions de cançons tradicionals catalanes, va dur a terme una important tasca de recerca i recull de cançons i melodies del folklore català.
Fou fill de Benet Tomàs i Veciana, natural d'Alcover, i de Rosa Parés i Rovira, de Bonastre.

## El cant coral i l'activitat pedagògica

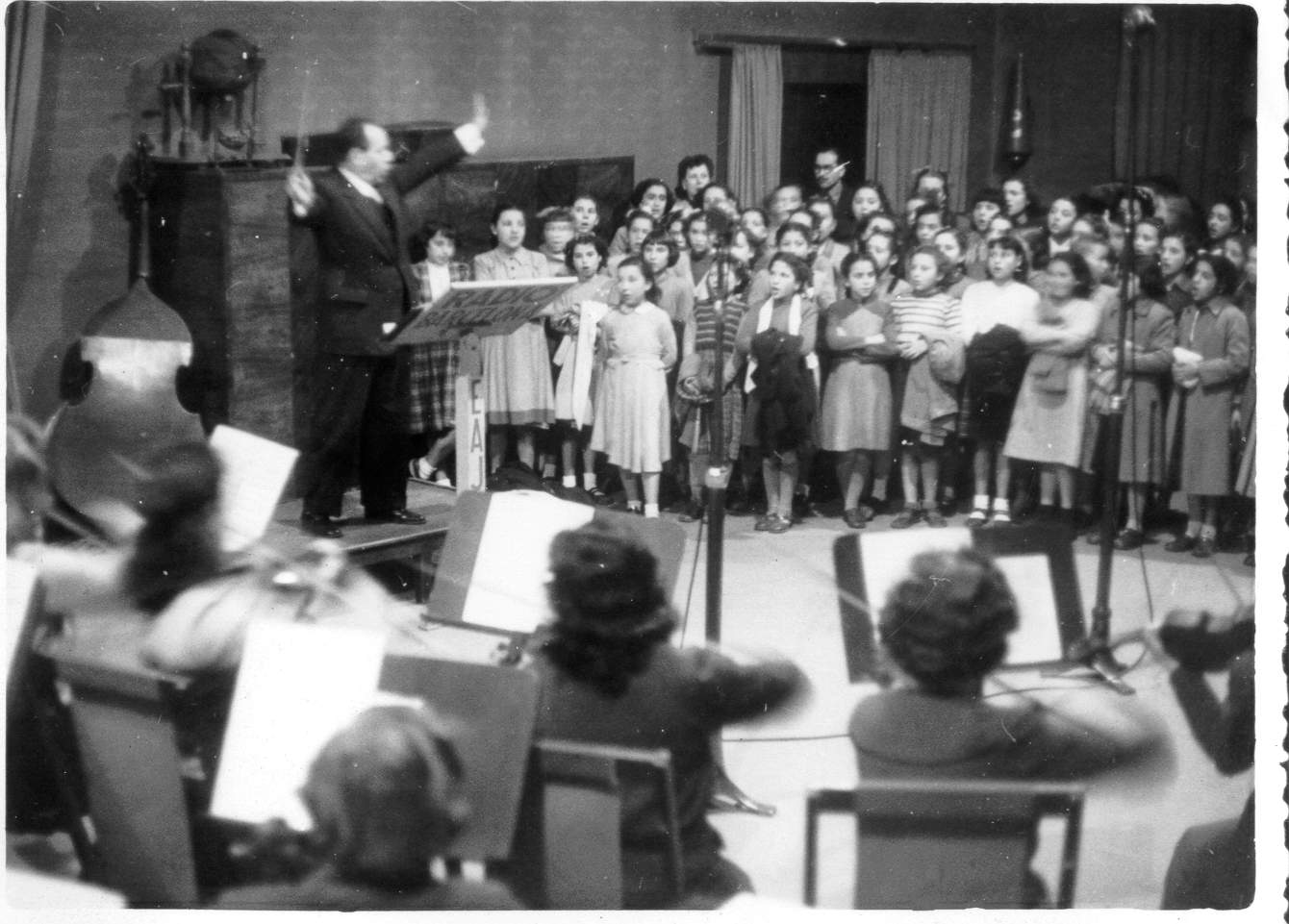
Joan Tomàs dirigint una emissió en directe a Ràdio Barcelona els anys quaranta. Fons JTP

La seva sòlida formació musical i les seves aptituds pedagògiques el van portar a la direcció de la secció de nois de l'Orfeó Català l'any 1919. Joan Tomàs va dirigir nombrosos orfeons i grups corals a diferents poblacions del Barcelonès i del Vallès, entre els quals destaca l'Escola Coral de Terrassa i l'Orfeó Lluís Millet de Sant Andreu. Va treballar com a mestre de música a les escoles Blanquerna i a l'Acadèmia de Música de Barcelona, i l'any 1922 va ésser nomenat professor d'educació musical de les escoles de l'Ajuntament de Barcelona (Escola del Mar, Escola del Bosc, Grup Escolar Baixeras) i posteriorment a l'escola Pere Vila. Fins a la seva jubilació, va ser professor al Col·legi Sant Ignasi dels jesuïtes de Sarrià. Va treballar amb Joan Llongueres, i va contribuir a la introducció i aplicació a Catalunya del mètode Dalcroze, un innovador sistema d'ensenyament de la música que Llongueres havia conegut a Suïssa.

## L'Obra del Cançoner Popular de Catalunya
L'any 1921 es va emprendre a Catalunya una iniciativa que proposava recollir el patrimoni musical en forma de cançons i melodies encara pervivents als territoris de parla catalana. Joan Tomàs, entre altres recercadors, fou designat per dur a terme una part d'aquesta tasca. Acompanyat per Joan Llongueres, per Bartomeu Llongueres, per Antoni Bonell, per Lluís M. Millet, per Esteve Albert (recerca del Maresme), per Joan Amades, per Joan Llongueres fill, i algunes vegades tot sol, va recórrer Catalunya, recollint directament les cançons i melodies de la gent dels pobles.
Joan Tomàs era el responsable de la part musical de les seves recerques: escoltava, desxifrava i transcrivia les melodies interpretades per la gent, ja fos cantant, ja fos amb flabiols o altres instruments populars. El material original de l'Obra del Cançoner Popular de Catalunya es troba al monestir de Montserrat i es pot consultar microfilmat a la Biblioteca de Catalunya i al CPCPTC. Els tres primers volums es van publicar abans de l'any 1936, i la resta fins al setzè volum, han estat editats per les Publicacions de l'Abadia de Montserrat.

## La col·laboració amb Joan Amades. El Costumari.
Joan Amades i Joan Tomàs van col·laborar molt estretament, i l'any 1927 van fer la primera recerca conjunta per al Cançoner Popular. Eren amics i veïns, i junts van recórrer les comarques catalanes. El mestre Tomàs va estudiar i revisar la part musical de les obres de Joan Amades Folklore de Catalunya (Volum II, Cançoner), i el Costumari Català. De fet, només cal obrir a l'atzar qualsevol pàgina dels cinc volums del Costumari per trobar el nom del mestre Joan Tomàs en la transcripció musical de les melodies.

## La composició musical
Joan Tomàs va compondre moltes melodies, sobretot peces per ser interpretades per corals i també obres per a piano, veu i piano i orquestra. Va destacar a més per les seves harmonitzacions de cançons populars profusament interpretades en l'àmbit del cant coral. Entre composicions i harmonitzacions, va signar prop de dues-centes obres.

## Un recull de deu mil cançons

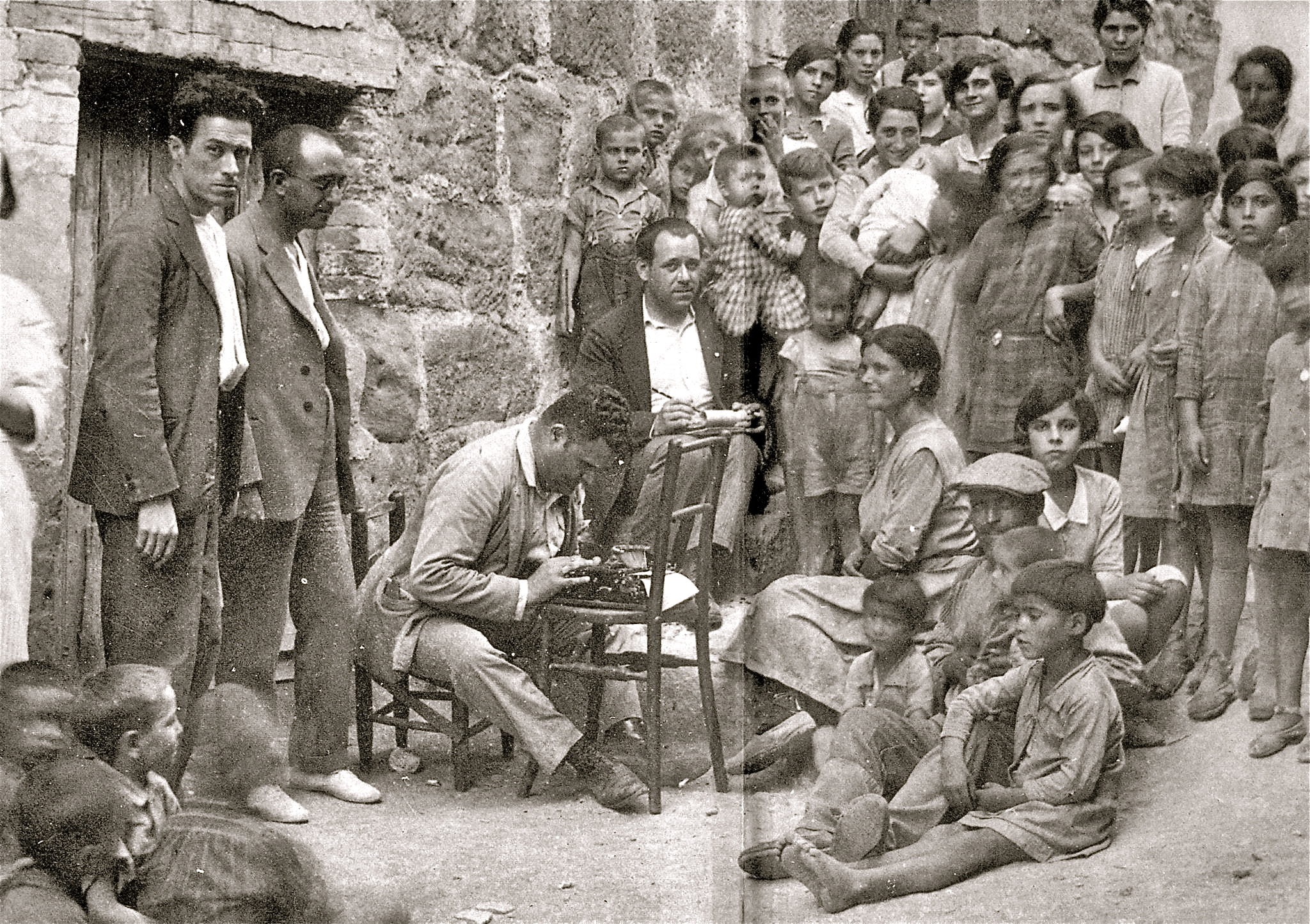
Joan Tomàs i Joan Amades recollint cançons a Balaguer, de la cantaire Adela Garrofer, el 30 d'agost de 1929, en la missió núm. 41 de l'Obra del Cançoner Popular de Catalunya. Arxiu de l'OCPC. ©️Abadia de Montserrat

En tota una vida de recerca, Joan Tomàs va recollir unes deu mil melodies, moltes de les quals es poden trobar als volums de l'Obra del Cançoner Popular de Catalunya, al Costumari Català i a molts cançoners de música tradicional i folklòrica de Catalunya.
La Guerra Civil espanyola va interrompre la recerca musicològica i les activitats de l'Orfeó Català. Joan Tomàs, però, no va deixar mai d'ensenyar música als infants i va seguir treballant per preservar i promoure el patrimoni musical català i l'amor a la música.